# Ligament croisé antérieur
Pour les articles homonymes, voir LCA.

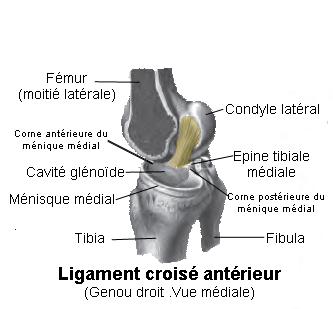
Genou droit vue médiale

Le ligament croisé antérieur (sigle LCA), ou ligament croisé antéro-externe dans l'ancienne nomenclature, est un ligament situé à l'intérieur de l'articulation fémoro-tibiale.  Il fait partie de la paire des ligaments croisés du genou avec le ligament croisé postérieur.

## Description
Le ligament croisé antérieur est situé dans la fosse intercondylaire du fémur.
Dans la partie haute,il se fixe sur la face médiale du condyle latéral du fémur. Il descend en croisant dans les plans frontal et sagittal le ligament croisé postérieur. Il est séparé de ce dernier par une bourse séreuse interligamentaire. Il se termine sur l'aire intercondylaire antérieure du tibia.

## Anatomie fonctionnelle
Le ligament croisé antérieur forme avec le ligament croisé postérieur  le « pivot central » de l'articulation fémoro-tibiale. Ils ont chacun un rôle propre. Concernant le ligament croisé antérieur, il s'oppose à un déplacement vers l'avant du tibia par rapport au fémur, appelé traditionnellement tiroir antérieur ainsi qu'à une rotation interne excessive. 

## Aspect clinique

### Rupture du ligament croisé antérieur
Les ligaments du genou sont soumis à de très fortes contraintes, en particulier lors des sports de pivot (le handball, le football, le ski, le judo, le tennis, etc.), ainsi que lors d'activités nécessitant une position à genoux, accroupie ou dans certains travaux de force.
La lésion du ligament croisé antérieur est relativement commune, et elle constitue un motif d'examen fréquent en chirurgie orthopédique. En France, on dénombre, par an, 15 000 ruptures du ligament croisé antérieur sur les pistes de ski, dont une grande partie pourrait être évitée par deux semaines de préparation physique par la natation ou le vélo. Cette lésion est plus fréquente chez la femme que chez l'homme, ce qui s'explique notamment par des causes physiologiques et anatomiques (la forme du bassin entrainant une contrainte plus forte dans l'articulation, pour la femme, et pour un effort donné) ainsi qu'hormonales. Elle est rarement isolée et s'associe fréquemment à une atteinte d'un ou des deux ménisques, des cartilages ou des autres ligaments, ou encore à une fracture de la tête du tibia, dite fracture de Segond.
La lésion s'accompagne typiquement d'une douleur brutale qui oblige à interrompre l'effort, d'un gonflement rapide du genou et, parfois, de la perception d'un craquement, témoin de la rupture ligamentaire.
Le risque évolutif est celui d'une instabilité du genou, pouvant être invalidante et l'évolution vers une arthrose.
Le traitement repose sur la rééducation et/ou la chirurgie reconstructrice, la place et le timing de ces deux techniques restent discutés.